# 拉巴佐克
拉巴佐克（法語：La Bazoque，法語發音：[la bazɔk] ⓘ）是法国奥恩省的一个市镇，位于该省西北部，属于阿让唐区。

## 地理
拉巴佐克（48°47'31"N, 0°35'54"W）面积2.59 平方千米，位于法国诺曼底大区奧恩省，该省份为法国西北部内陆省份，北起顺时针与卡爾瓦多斯省、厄尔省、厄尔-卢瓦省、萨尔特省、马耶讷省和芒什省接壤。
与拉巴佐克接壤的市镇（或旧市镇、城区）包括：瑟里西贝尔埃图瓦尔、卡利尼。

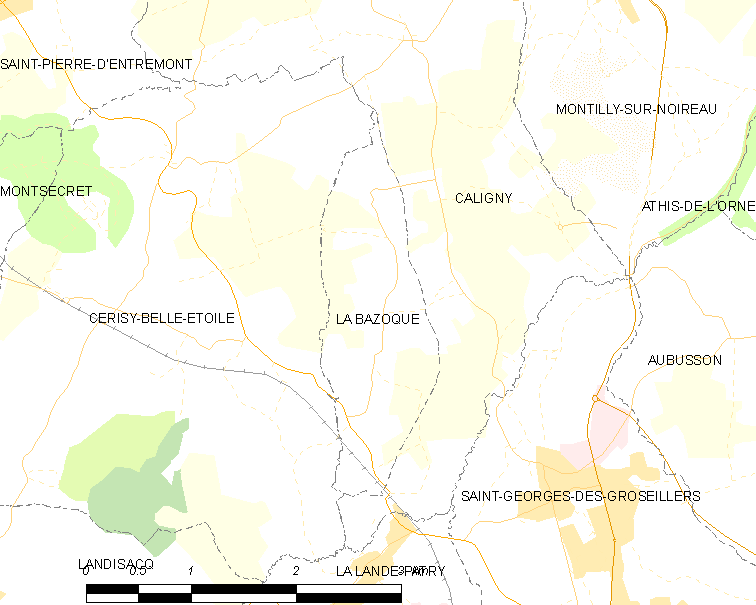
拉巴佐克的OSM定位图

拉巴佐克的时区为UTC+01:00、UTC+02:00（夏令时）。

## 行政
拉巴佐克的邮政编码为61100，INSEE市镇编码为61030。

## 政治
拉巴佐克所属的省级选区为弗莱尔第一县。

## 人口

1962-2008年间拉巴佐克人口变化图示

拉巴佐克于2022年1月1日时的人口数量为272人。